# الأمد الأقصى في شرح أسماء الله الحسنى وصفاته العلى (كتاب)
الأمد الأقصى في شرح أسماء الله الحسنى وصفاته العلى كتاب في تفسير أسماء الله الحسنى للإمام أبي بكر بن العربي (ت. 543 هـ) سار في منهجه على منوال كتاب «المقصد الأسنى» للإمام الغزالي، وتابعه في إدراج مباحث التخلق بأسماء الله، وتتبعه بالاستدراك والنقد.

## محتويات الكتاب
جعل ابن العربي مدار الكلام في الكتاب مبنيا على أربعة أقطاب:
- القطب الأول: في ذكر أسماء الله تعالى على الجملة والتفصيل، وذكر مواردها واختلاف الروايات فيها.
- القطب الثاني: في ذكر سوابق وفواتح لا بد من تقديمها بيانا لما عسى أن يستبهم من أغراضه.
- القطب الثالث: في شرح معاني أسماء الله تعالى وإيضاح مقتضاها.
- القطب الرابع: في ذكر متممات، بها يكمل المقصود ويحصل المطلوب.

وكل قطب منها يشتمل على فصول وأصول وتمهيدات، وفروع وتقسيمات.